# Пепе ле Пю
Пепе ле Пю (на английски: Pepe Le Pew) е анимационен герой от сериите на „Шантави рисунки“ (Looney Tunes) и „Весели мелодии“ (Merrie Melodies) на Warner Bros. Той е скункс, истински Казанова, говори с френски акцент и е неприятен – заради лошата си миризма. Във филмите често преследва женски скункс, който всъщност е котка (наричана с различни имена, но най-често Пенелопа), която при инцидент е получила бяла лента. Появява се за пръв път през 1945 г. Негови създатели са Чък Джоунс и Майкъл Малтийс.